# Tudor (namn)
Tudor är ett både ett förnamn och ett efternamn.

## Personer med efternamnet Tudor
- Antony Tudor (1909–1987), brittisk balettdansare och koreograf
- Corneliu Vadim Tudor (1949–2015), rumänsk politiker
- David Tudor (1926–1996), amerikansk pianist och kompositör
- Edmund Tudor, 1:e earl av Richmond (omkring 1430–1456), walesisk ädling, far till Henrik VII
- Edmund Tudor, hertig av Somerset (1499–1500), son till Henrik VII
- Elisabet Tudor (1492–1495), dotter till Henrik VII
- Igor Tudor (född 1978), kroatisk fotbollsspelare
- Jasper Tudor, 1:e hertig av Bedford (1431–1495), farbror till Henrik VUU
- Margareta Tudor (1489–1541). dotter till Henrik VII, drottning av Skottland
- Maria Tudor, flera personer
  - Maria Tudor (drottning av Frankrike) (1496–1533), dotter till Henrik VII
- Mary Tudor (1673–1726), engelsk adelsdam inblandad i skandaler
- Owen Tudor (omkring 1400–1461), walesisk adelsman, stamfar för Huset Tudor
- Patricia Tudor Sandahl (född 1940), svensk psykoterapeut och författare
- Ștefan Tudor (född 1943), rumänsk roddare
- Thomas Tudor Tucker (1745–1828), amerikansk politiker,,kongressledamot
- William Tudor Gardiner (1892–1953), amerikansk politiker, republikan, guvernör i Maine

## Personer med förnamnet Tudor
- Tudor Arghezi (1880–1967), rumänsk poet